# Vanessa Blockmans
Pour les articles homonymes, voir Blockmans.
Vanessa Blockmans née le 4 avril 2002, est une joueuse belge de hockey sur gazon. Elle évolue au SV Kampong, aux Pays-Bas et avec l'équipe nationale belge.

## Carrière
Elle a fait ses débuts le 22 septembre 2020 contre l'Allemagne à Düsseldorf lors de la Ligue professionnelle 2020-2021.

### International goals Senior[edit source]
| Goal | Date        | Location                                           | Opponent   | Goal(s) | Result | Competition                   |
| ---- | ----------- | -------------------------------------------------- | ---------- | ------- | ------ | ----------------------------- |
| 1    | 27 May 2023 | London, Lee Valley Olympic Stadium, United-Kingdom | CHI VS BEL | 0-1     | 1-3    | 2022-23 FIH Hockey Pro League |